# 아르테피아자
아르테피아자는 일본에 위치한 컴퓨터 그래픽스 제작 및 비디오 게임 개발사이다. 1989년에 도쿄도에 설립됐다.
스퀘어 에닉스의 《드래곤 퀘스트》 시리즈 리메이크들을 제작한 것으로 유명하다. 그 외 대표작으로 《오푸나》, 《로맨싱 사가 2》 리메이크와 《슈퍼 마리오 RPG》 리메이크가 있다.

## 역사
아르체피아자는 1989년 11월 1일 설립됐다.

## 제작 게임
| 연도 | 제목                                                      | 배급사              | 플랫폼                                                                                     | 주석                |
| ---- | --------------------------------------------------------- | ------------------- | ------------------------------------------------------------------------------------------ | ------------------- |
| 1996 | 드래곤 퀘스트 III: 전설의 시작                            | 에닉스              | 슈퍼 패미컴                                                                                | CG 디자인, 시나리오 |
| 2000 | 드래곤 퀘스트 VII: 에덴의 전사들                          | 에닉스              | 플레이스테이션                                                                             | CG 디자인, 시나리오 |
| 2001 | 드래곤 퀘스트 IV: 인도받은 자들                           | 에닉스              | 플레이스테이션                                                                             | CG 디자인           |
| 2002 | 드래곤 퀘스트 캐릭터즈 토르네코의 대모험 3: 불가사의 던전 | 에닉스              | 플레이스테이션 2                                                                           | 시나리오            |
| 2004 | 드래곤 퀘스트 V: 천공의 신부                              | 스퀘어 에닉스       | 플레이스테이션 2                                                                           |                     |
| 2006 | 이노센트 라이프: 신목장이야기                             | 마블러스 인터랙티브 | 플레이스테이션 포터블, 플레이스테이션 2                                                    |                     |
| 2007 | 오푸나                                                    | 코에이              | Wii                                                                                        |                     |
| 2007 | 드래곤 퀘스트 IV: 인도받은 자들                           | 스퀘어 에닉스       | 닌텐도 DS                                                                                  |                     |
| 2008 | 드래곤 퀘스트 V: 천공의 신부                              | 스퀘어 에닉스       | 닌텐도 DS                                                                                  |                     |
| 2010 | 고 시리즈: 핀볼 어택                                      | Gamebridge          | DSiWare                                                                                    |                     |
| 2010 | 드래곤 퀘스트 VI: 몽환의 대지                             | 스퀘어 에닉스       | 닌텐도 DS                                                                                  |                     |
| 2010 | 액셀 나이츠                                               | 아르테피아자        | DSiWare                                                                                    |                     |
| 2010 | 애로 오브 라퓨타                                          | 아르테피아자        | DSiWare                                                                                    |                     |
| 2011 | Rikishi                                                   | 아르테피아자        | DSiWare                                                                                    |                     |
| 2013 | 드래곤 퀘스트 VII: 에덴의 전사들                          | 스퀘어 에닉스       | 닌텐도 3DS                                                                                 |                     |
| 2016 | 로맨싱 사가                                               | 스퀘어 에닉스       | 안드로이드, iOS, 플레이스테이션 비타, 닌텐도 스위치, 플레이스테이션 4, 윈도우, 엑스박스 원 |                     |
| 2017 | 드래곤 퀘스트 라이벌즈                                    | 스퀘어 에닉스       | 안드로이드, iOS                                                                            |                     |
| 2017 | 드래곤 퀘스트 XI: 지나간 시간을 찾아서                    | 스퀘어 에닉스       | 닌텐도 3DS                                                                                 | 2D 모드             |
| 2019 | 드래곤 퀘스트 XI S 지나간 시간을 찾아서                   | 스퀘어 에닉스       | 닌텐도 스위치, 플레이스테이션 4, 윈도우, 엑스박스 원, 구글 스테이디어                      | 2D 모드             |
| 2019 | 로맨싱 사가 3                                             | 스퀘어 에닉스       | 안드로이드, iOS, 플레이스테이션 비타, 닌텐도 스위치, 플레이스테이션 4, 윈도우, 엑스박스 원 |                     |
| 2023 | 슈퍼 마리오 RPG                                           | 닌텐도              | 닌텐도 스위치                                                                              |                     |

## 참조

### 주해
1. ↑  영어: ArtePiazza Co., Ltd., 일본어: アルテピアッツァ株式会社